# Jacques Beaudry
Pour l'essayiste né en 1955, voir Jacques Beaudry (essayiste).
Jacques Beaudry est un pianiste, organiste et chef d'orchestre québécois né le 10 octobre 1924 à Sorel et mort à son domicile de Montréal le 3 juin 2017. 
Il a dirigé l'Orchestre symphonique de Québec, l'Orchestre symphonique de Montréal, le Toronto Symphony Orchestra, l'Orchestre métropolitain de Montréal, l'Orchestre symphonique d'État de l'URSS (Moscou), l'Orchestre philharmonique de Leningrad (Saint-Pétersbourg) et l'Orchestre de l'Opéra de Paris.
Jacques Beaudry a été le premier chef nord-américain invité par le ministère des Affaires culturelles d'URSS, où il se produisit en 1957 et 1959 et le premier Canadien à diriger à l'Opéra de Paris (1967 à 1972). 
Le fonds d’archives Jacques Beaudry est conservé au centre d’archives de Montréal de Bibliothèque et Archives nationales du Québec.

## Honneurs
- 1960 - Prix Calixa-Lavallée de la Société Saint-Jean-Baptiste de Montréal